# FC Vysočina Jihlava
Maillots
Le FC Vysočina Jihlava est un club tchèque de football basé à Jihlava évoluant en D2 tchèque.

## Historique
- 1948 : fondation du club sous le nom de PAL Jihlava
- 1956 : le club est renommé TJ Spartak Jihlava
- 1994 : le club est renommé FC Spartak PSJ Jihlava
- 1995 : le club est renommé Spartak PSJ Motorpal Jihlava
- 1997 : le club est renommé FC PSJ Jihlava
- 1999 : le club est renommé FC Vysočina Jihlava

## Palmarès
- Championnat de Tchéquie de deuxième division
  - Vice-champion : 2005, 2012